# Dimitra Hatoupi
Dimitra Hatoupi (Δήμητρα Χατούπη), född 1957, är en grekisk skådespelerska.

## Roller (i urval)
- (2003) - Akrovatontas TV-serie
- (2003) - O Vasilias
- (2003) - I Triti Nixta
- (2001) - Kato Apo Tin Akropoli TV-serie

## Fotnoter
1. 1 2 3 4 5 6  Δήμητρα Χατούπη στην ιστοσελίδα της Ανωτέρας Δραματικής Σχολής ΙΑΣΜΟΣ (på grekiska), läs online, läst: 13 november 2019.[källa från Wikidata]